# Abdulići
Abdulići (cyr. Абдулићи) – wieś w Bośni i Hercegowinie, w Republice Serbskiej, w gminie Bratunac. W 2013 roku liczyła 181 mieszkańców.